# Pretty Guardian Sailor Moon
A Pretty Guardian Sailor Moon (美少女戦士セーラームーン, Bishōjo Senshi Sērā Mūn, Biszódzsó Szensi Szérá Mún) rövidítve PGSM japán TV-sorozat, amely a Sailor Moon című, Takeucsi Naoko által írott sorozaton alapul. Összesen 49 részből áll, és a Tokyo Broadcasting System csatorna mutatta be. Másik 28 TV-csatorna is megvásárolta a jogokat és leadta az egyenként 30 perces részeket.
A fő részeken kívül készült még két rész, ami már csak videón jelent meg, és a sorozat után adták ki. Az egyik címe Special Act volt, ami évekkel az alap történet után játszódik és Uszagi és Mamoru esküvőjéről szól. A másik az Act Zero, ami pedig egy előtörténet, ami Sailor V és Tuxedo Mask történetét meséli el.

## Cselekményvázlat
A sorozat története sokkal közelebb áll az eredeti mangához, mint az anime. Bár a történet eleje szinte egy az egyben ugyanaz, de amikor megjelenik Sailor Jupiter is, hirtelen más irányt vesznek az események. Az ötödik harcos, Sailor Venus, nem csatlakozik hozzájuk, saját útját járja, itt egy híres énekesnő.
Uszagi és Mamoru szerelme is kicsit másként alakul, mint az animében vagy a mangában. Mint hétköznapi emberek közelednek egymás felé, és szeretnek egymásba.

## Egyéb jellemző eltérések
Habár a Pretty Guardian Sailor Moon tulajdonképpen az első manga újramesélése, számos különbséget találunk, amiben eltér mind a mangától, mind az animétől. A történetvezetés sokkal karakterközpontúbb, a lányok civil életére koncentráló, és inkább a múltjukat boncolgatja, mint akciójeleneteket mutat be.
Uszagi és Rei kapcsolata közelebbi, bár nézeteltéréseik vannak, de sosem fokozódik fel úgy, mint például az animében, és az egyik legnagyobb eltérés, hogy Aino Minako, itt híres popsztár és „Sailor V” kódnéven harcol a bűnözők és gonosztevők ellen, aki kettős életére a dalaiban utal finoman. Legnépszerűbb száma, a: „C'est La Vie” (francia nyelven: „Ilyen az élet!”) egy japán szójáték. A japán nyelvben ugyanis a „Sailor V” (セーラーＶ [seːɺaːbwi]) kiejtése közel megegyezik a japánosan ejtett „C'est La Vie”-vel.
A PGSM-ben Lunát és Artemiszt körülbelül 33 centiméter magas plüssmacskák „alakítják”. Technikai trükköknek hála „képesek” beszélni és sétálni.
A mangához hasonlóan Luna az első részben az égből érkezik és Uszagi fején landol, a 26. részben pedig emberré változik, amikor természetesen külön színésznő játssza. A PGSM egyik jól menő üzleti eleme a babák árusítása változatos árkategóriákban, amelyekből beszélő változatot is készítenek.

### Mio Kuroki
Az Alisa Yuriko Durbrow színésznő alakította Mio Kuroki az új ellenség, egy manipulatív lány aki Uszagi osztályába érkezik. Híres popsztár és mint ilyen Aino Minako (Sailor Venus) riválisa. Tetteti, hogy Uszagi barátnője, és arra használja a szerzett befolyását, hogy megkeserítse az életét, míg megbocsátó természete miatt Uszagi újra és újra esélyt ad Miónak. Mio kisvártatva irigységből ájulást színlel Mamoru motorbiciklije előtt, hogy segítsen elrabolni Uszagi kedvesét Beryl királynőnek. Ott Mio kigúnyolja Mamorut, és elmondja neki, hogy Beryl meg fogja ölni, ha nem csatlakozik a Sötéség Birodalmához és lesz Beryl szeretője.
Felmerült, hogy Mio magából Berylből származik, annak egy része volt, és azért teremtődött, hogy bántsa Uszagit. Miután elrabolták Mamorut, Mio fő szerepe az lett, hogy figyelje őt Beryl számára. Mio egyetlen ereje amit bemutat a teleportáció, amire mind egymagában, mind valaki mással képes.
A széria végén Mio meghal Endymion/Metalia keze által; de valahogy mégis feltámad, mert ő lesz a „Special Act” főellensége. Még egyszer elrabolja Mamorut, ez alkalommal kényszeríteni akarja, hogy feleségül vegye, ami után együtt uralhatnák a Sötétség Birodalmát, mint Király és Királynő. Összecsap a Sitennóval (ők a Sailor Moon első négy nagyobb ellenfele: Nephrite, Zoisite, Jadeite és Kunzite), akik miatt egy növényszerű szörnyé válik. Végső formáját a Szensik egyesített ereje győzi le.
A Special Act-ban, új képességeket is felmutat. Megjavít tárgyakat, szörnyeket teremt lángokból. Képes átmosni mások agyát és növényszerű szörnyekké tenni őket.

### Eltérő fegyverek
- Jewelery Star Bracelet (Ékszer-Csillag-Karkötő)

Egy átalakító szerkezet: minden Őrző Szensi birtokol egyet, ezekkel változnak Sailor harcosokká. Amikor Mercury átváltozik Dark Sailor Mercury-vé követi a karkötő is és Dark Jewelery Star Bracelet lesz belőle, ami eltűnik, mikor az Ezüstkristály tönkreteszi.
- Heart Moon Necklace (Szív Hold Nyaklánc)

Sailor Moon átváltoztató eszköze, amit egy rúzs-tubussal együtt aktivizál. Sailor Moon alakjában melltűvé (bross) változik.
- Sailor Star Tambo
- Princess Sword/Princess Harp
- Decoy Silver Crystal
- Teletia-S
- Crown Passport
- Moonlight Stick
- Spirit of the Senshi (A Szensi Szelleme)

Egy néha harcban is használt kard ami csak a Special Act-ben jelenik meg. Képes visszahozni a Szensik elveszett erejét, visszaállítva /újratöltve az aktuális hensin (変身, egy japán kifejezés az átváltozásra) szerkezetüket, habár azok el fognak tűnni újra egyszeri használat után.

## Színészek
- Szavai Mijumint Cukino Uszagi / Sailor Moon / Princess Serenity / Princess Sailor Moon, Serenity királynő
- Hama Csiszaki mint Mizuno Ami / Sailor Mercury / Dark Mercury
- Kitagava Keiko mint Hino Rei / Sailor Mars
- Azama Mjú mint Kino Makoto / Sailor Jupiter
- Komacu Ajaka mint Aino Minako / Sailor V / Sailor Venus
- Koike Rina mint Cukino Luna / Sailor Luna
  - Han Keiko mint Luna (macskaként hangsziknron)
- Jamagucsi Kappej mint Artemisz (hang)
- Sibue Jóudzsi mint Mamoru Chiba / Tuxedo Kamen / Prince Endymion
- Szugimoto Aja mint Beryl királynő / Metalia úrnő (hang)
- Maszuo Jun mint Jadeite
- Macumoto Hirojuki mint Nephrite
- Endó Josihitó mint Zoisite
- Kubodera Akira mint Kunzite
- Alisa Durbrow mint Mio Kuroki
- Kavabe Csieko mint Oszaka Naru
- Kikavada Maszaja mint Furuhata Motoki
- Morivaka Kaori mint Cukino Ikuko
- Takesi Naoki mint Cukino Singo

## Lásd még
Sailor Moon